# Alina (cantante)
Alina, pseudonimo di Alina Deidda (Blera, 20 giugno 1990), è una cantante e attrice italiana.

## Biografia
Alina ha studiato musica fin da piccola, vincendo diversi concorsi canori per bambini, prima in ambito regionale e poi nazionale. Nel 2002 ha partecipato a un provino per la realizzazione di una sigla di un cartone animato e ha cominciato a lavorare per la Jeans Record.
Nel 2002 ha partecipato al talent Destinazione Sanremo, accedendo quindi alla 53ª edizione del Festival di Sanremo nella sezione "Giovani", con il brano Un piccolo amore. All'epoca della sua partecipazione al festival aveva solo dodici anni, e fu dunque la più giovane partecipante al festival di tutti i tempi, suscitando tuttavia le reazioni delle associazioni genitoriali come il Moige, dell'Osservatorio sui diritti dei minori e di Maria Rita Parsi, a seguito dell'intervista su Italia 1.
Nel 2004 è entrata a far parte del cast della fiction Un posto al sole con il ruolo di Giada, ruolo che riveste fino al 2006. A gennaio 2007 è uscito il singolo Il mio spazio, seguito da Non cambierai. Alina ha presentato il suo nuovo disco, Il mondo di Alina, l'8 giugno 2007 all'Underground di Viterbo.
Più tardi, è divenuta appassionata atleta di CrossFit, come svela in una intervista, proponendosi agonisticamente nel 2014-2015 con la partecipazione alle competizioni nazionali e internazionali di settore. Dopo la laurea in scienze motorie, parallelamente agli interessi professionali nel campo del coaching, dell'osteopatia, della biologia nutrizionista.

## Televisione
- Un posto al sole (2004-2006)
- Alta infedeltà (2015, 1x06)

## Discografia parziale

### Singoli
- 2003 – Un piccolo amore
- 2007 – 45 giri
- 2007 – Il mio spazio
- 2007 – Non cambierai
- 2007 – Perfect Butterfly (Alberto Remondini Remix)